# Savoia-Marchetti SM.75
Savoia-Marchetti SM.75 Marsupiale (Marsupial) là một loại máy bay vận tải quân sự và chở khách của Italy trong thập niên 1930 và 1940. Đây là một loại bay một tầng cánh, ba động cơ, làm từ gỗ và kim loại.

## Biến thể
SM.75
SM.75bis
SM.75 GA
SM.76
SM.87
SM.90

## Quốc gia sử dụng

### Quân sự
Germany
- Luftwaffe

 Hungary
- Không quân Hoàng gia Hungary

 Italy
- Regia Aeronautica
- Không quân đồng minh tham chiến Italy

### Dân sự
Italy
- Ala Littoria

 Hungary
- MALERT

## Tính năng kỹ chiến thuật (SM.75 với động cơ Alfa Romeo)
Dữ liệu lấy từ Italian Civil and Military aircraft 1930-1945
Đặc tính tổng quan
- Kíp lái: 4
- Sức chứa: 24 hành khách
- Chiều dài: 21,594763 m (70 ft 10,1875 in)
- Sải cánh: 29,69 m (97 ft 5 in)
- Chiều cao: 5,0991 m (16 ft 8,75 in)
- Diện tích cánh: 118,55 m2 (1.276,1 foot vuông)
- Trọng lượng rỗng: 9 kg (20,900 lb) 

  - (với động cơ Piaggio 9.779,5 kg (21.560 lb))
- Trọng lượng có tải: 14 kg (31,900 lb) 

  - (với động cơ Piaggio 14.769 kg (32.560 lb))
- Động cơ: 3 × Alfa Romeo 126 R.C.34 , 560 kW (750 hp)  mỗi chiếc 

  - hoặc 3 x động cơ 1.000 hp Piaggio P.XI R.C.40

Hiệu suất bay
- Vận tốc cực đại: 369 km/h; 199 kn (229 mph) trên độ cao 289,7 km/h (180 mph)

  - Với 2 động cơ, vận tốc tối đa đạt 3,069 m (10 ft)
  - Với động cơ Piaggio 245 km/h (152 mph)
- Vận tốc hành trình: 325 km/h; 176 kn (202 mph) 

  - (Với động cơ Piaggio 214 km/h (133 mph))
- Tầm bay: 2.279 km; 1.230 nmi (1.416 mi) tối đa
  - Với động cơ Piaggio 999,4 km (621 mi)
- Trần bay: 6.998 m (22.960 ft)
- Vận tốc lên cao: 3,7 m/s (730 ft/min)
- Thời gian lên độ cao: 4.000 m (13.123 ft) trong 17 phút 42 giây
  - Với động cơ Piaggio 4.000 m (13.123 ft) trong 19 phút